# Хуссейн, Мусаррат
Кази Мусаррат Хуссейн (англ. Qazi Mussarrat Hussain, 16 марта 1935) — пакистанский хоккеист (хоккей на траве), полузащитник. Серебряный призёр летних Олимпийских игр 1956 года.

## Биография
Мусаррат Хуссейн родился 16 марта 1935 года.
В 1956 году вошёл в состав сборной Пакистана по хоккею на траве на Олимпийских играх в Мельбурне и завоевал серебряную медаль. Играл на позиции полузащитника, провёл 2 матча, мячей не забивал.
В 1956—1958 годах провёл за сборную Пакистана 8 матчей, мячей не забивал.